# Aglomerado estelar

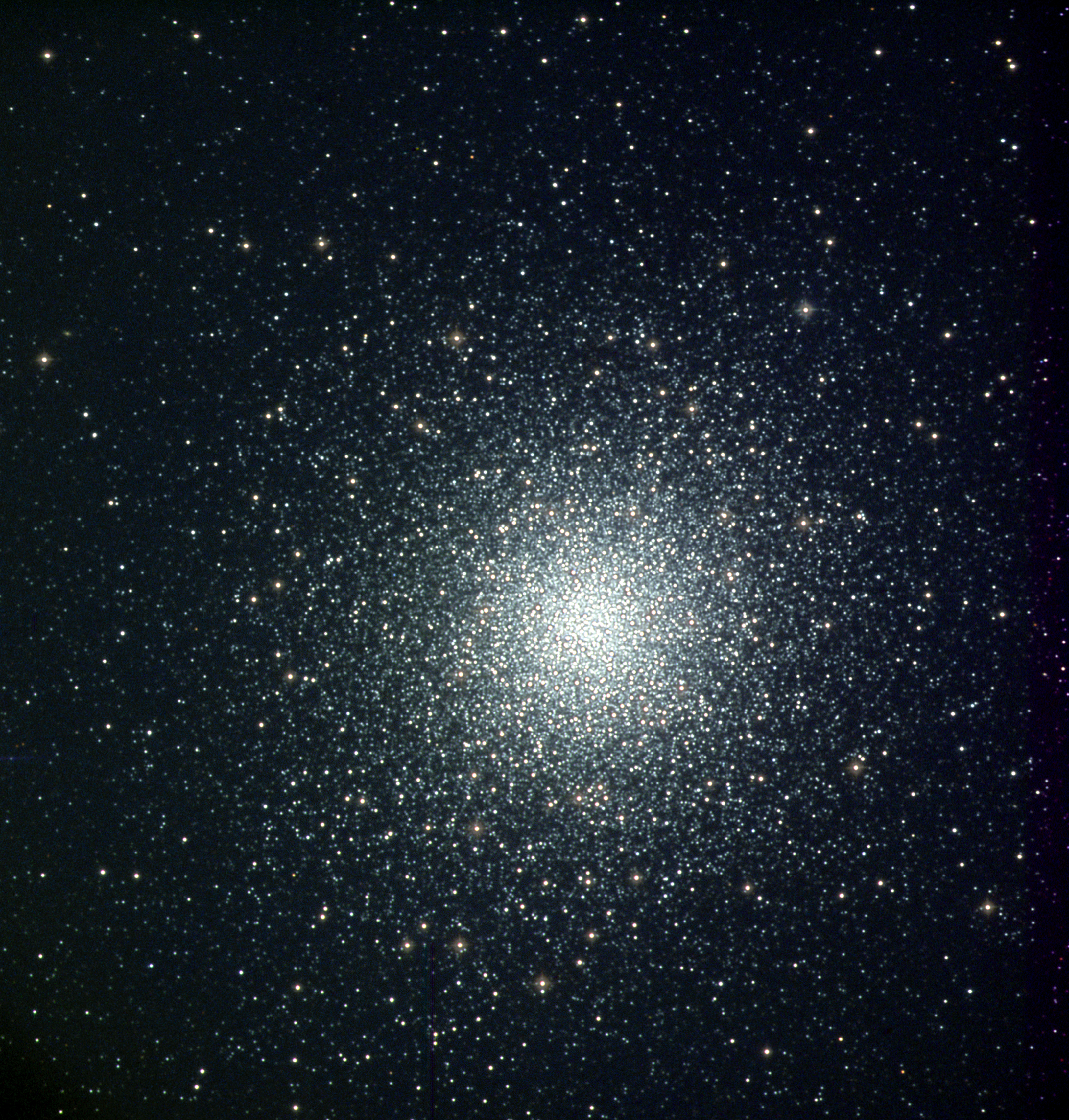
Messier 92, na constelação de Hércules.

Aglomerados estelares ou nuvens estelares são grupos de estrelas, dos quais se definem dois tipos: aglomerados globulares são grupos concentrados de centenas ou milhares de estrelas muito velhas que são gravitacionalmente ligadas, enquanto aglomerados abertos são grupos mais dispersos de estrelas, geralmente contendo menos que algumas centenas de membros, normalmente muito jovens. Aglomerados abertos são rompidos com o tempo pela influência gravitacional de nuvens moleculares gigantes, à medida que se movem pela galáxia, mas os membros do aglomerado continuam a mover-se aproximadamente na mesma direção, mesmo sem estarem mais gravitacionalmente ligados; eles então são conhecidos como associações estelares e, às vezes, de grupos em movimento.
Exemplos de aglomerados estelares visíveis a olho nu são as Plêiades, Híades e Praesepe (Messier 44).

## Aglomerados globulares
Os aglomerados globulares são agrupamentos aproximadamente esféricos de 10.000 até vários milhões de estrelas, concentradas em regiões de 10 a 30 anos-luz de diâmetro. Eles geralmente consistem de estrelas muito velhas da População II — apenas algumas centenas de milhões de anos mais jovens que o próprio universo — em sua maioria amarelas ou vermelhas e com massa pouco menor que duas massas solares. Essas estrelas predominam dentro dos aglomerados porque as estrelas mais quentes e massivas já explodiram como supernovas ou evoluíram pelas fases de nebulosa planetária, para terminar como anãs brancas. Entretanto, algumas raras estrelas azuis existem nesses aglomerados, as quais segundo se acredita foram formadas por uniões estelares nas regiões internas mais densas; essas estrelas são conhecidas como estrelas retardatárias azuis.
Em nossa galáxia, os aglomerados globulares distribuem-se de forma aproximadamente esférica no halo galáctico, orbitando o centro galáctico em órbitas acentuadamente elípticas. Em 1917, o astrônomo Harlow Shapley pôde estimar a distância do Sol para o centro galáctico, baseado na distribuição de aglomerados globulares; antes disso, a localização do Sol no interior da Via Láctea não tinha como ser bem estabelecida.

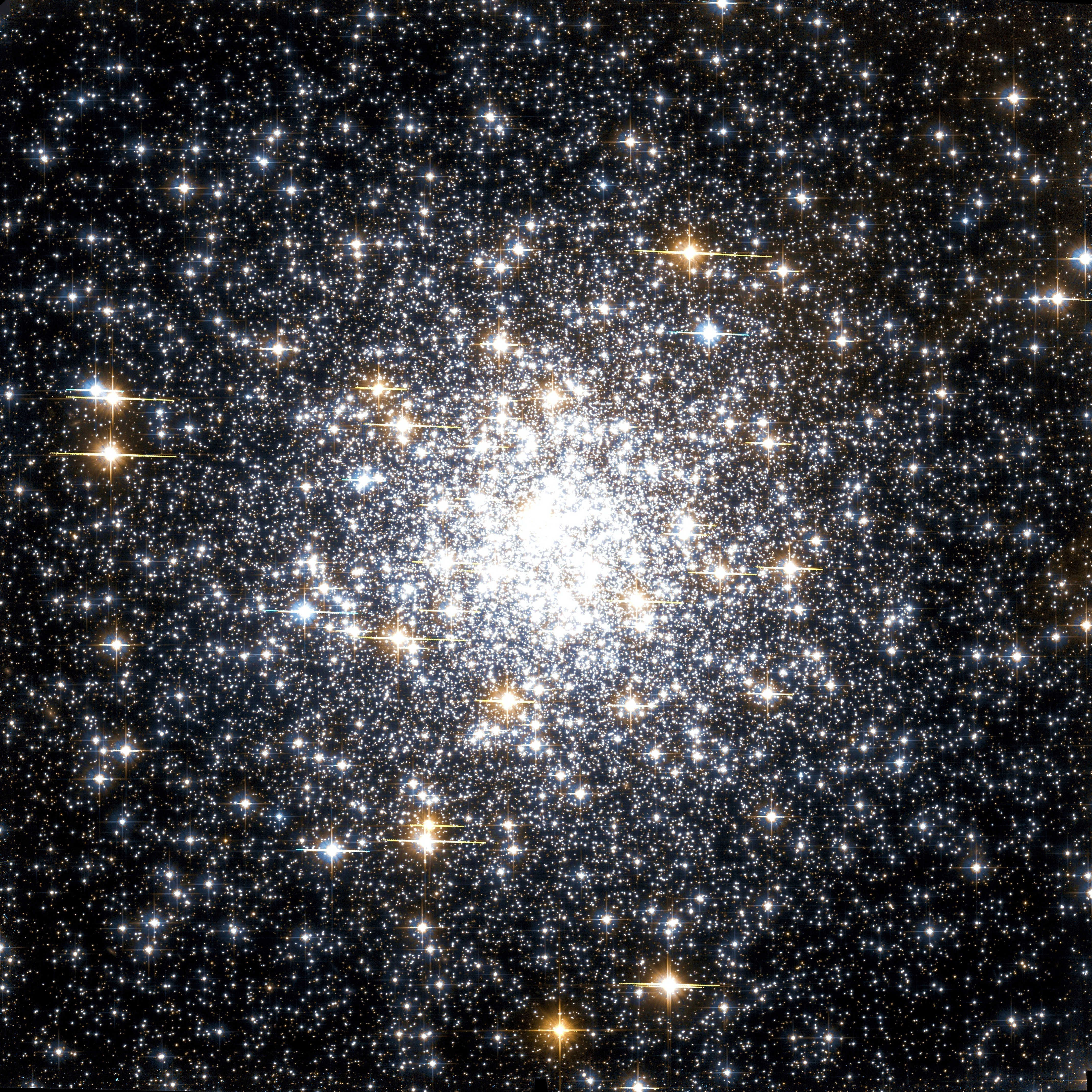
Messier 69, na constelação Sagittarius.

Até recentemente, os aglomerados globulares eram a causa de um grande mistério na astronomia, pois as teorias da evolução estelar atribuíam, para as estrelas mais velhas dos aglomerados globulares, idades que eram maiores que a idade estimada do universo. Entretanto, a grande melhoria nas medições de distância para os aglomerados globulares usando o satélite Hipparcos e as medições cada vez mais acuradas da constante de Hubble resolveram o paradoxo, atribuindo ao universo uma idade de 13 bilhões de anos e de algumas centenas de milhões de anos a menos para as estrelas mais velhas.
Superaglomerados de estrelas, como Westerlund 1 na Via Láctea, podem ser os precursores de aglomerados estelares.
Nossa galáxia tem cerca de 150 aglomerados globulares, alguns dos quais podem ter sido capturados de pequenas galáxias rompidas pela Via Láctea, como parece ser o caso do aglomerado globular M79. Algumas galáxias são muito mais ricas em globulares, como a galáxia elíptica M87, que contém mais de mil.
Alguns dos mais brilhantes aglomerados estelares são visíveis a olho nu, sendo que o mais brilhante, Omega Centauri, é conhecido desde a antiguidade e foi catalogado como uma estrela antes da era telescópica. O mais conhecido aglomerado globular no hemisfério norte é M13, chamado de Grande Aglomerado Globular de Hércules.

## Formas intermediárias
Em 2005, os astrônomos descobriram um tipo novo de aglomerado estelar na galáxia de Andrômeda, que é, em vários pontos, muito similar aos aglomerados globulares, embora menos denso. Até o momento, não foram descobertos aglomerados intermediários (também chamados aglomerados globulares estendidos) na Via Láctea. Os três descobertos em Andrômeda são M31WFS C1, M31WFS C2 e M31WFS C3.
Esses aglomerados estelares recém-descobertos contêm centenas de milhares de estrelas, um número similar ao que pode ser encontrado em aglomerados globulares. Eles também compartilham outras características com os aglomerados globulares, como a população estelar e a metalicidade. O que os distingue dos aglomerados globulares é que eles são muito maiores – várias centenas de anos-luz de diâmetro – e centenas de vezes menos densas. As distâncias entre as estrelas são, portanto, muito maiores nos aglomerados estendidos. Parametricamente, esses aglomerados se situam em algum ponto entre um aglomerado globular (pouca matéria escura) e uma galáxia anã esferoidal (dominância de matéria escura).
Ainda não se sabe como esses aglomerados são formados, mas o processo pode ser similar ao dos aglomerados estelares. Não se sabe por que M31 tem desses aglomerados, enquanto a Via Láctea não tem. Também não se sabe se alguma outra galáxia tem este tipo de aglomerado, mas é muito improvável que M31 seja a única galáxia com aglomerados estendidos.

## Aglomerados abertos

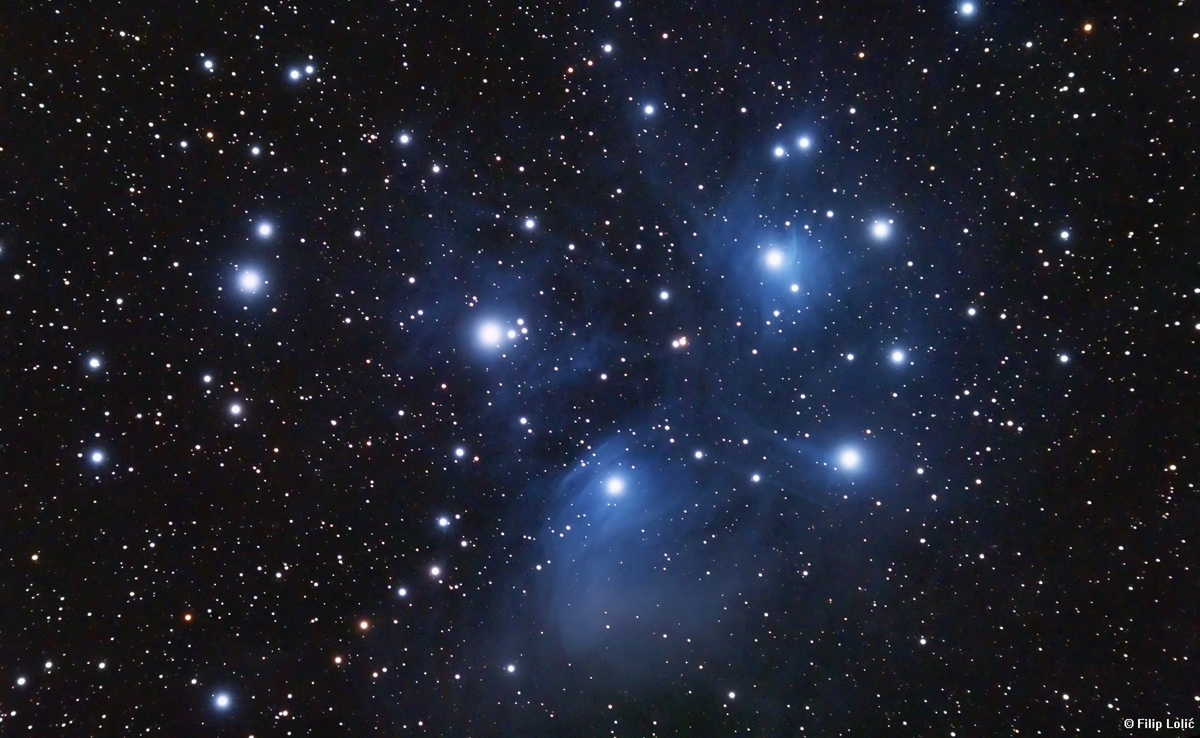
As Plêiades, um aglomerado aberto dominado por estrelas azuis quentes, cercadas por nebulosidade de reflexão.

Os aglomerados abertos são muito diferentes dos globulares. Em vez de distribuídos esfericamente, eles estão confinados no plano galáctico e são quase sempre encontrados dentro de braços espirais. Eles são geralmente objetos jovens, com até algumas dezenas de milhões de anos, com raras exceções de alguns bilhões de anos, como por exemplo Messier 67, o mais próximo e mais observado aglomerado aberto. Eles se formam em regiões H II, como a nebulosa de Órion.
Aglomerados abertos normalmente contêm até uma centena de membros, dentro de uma região de cerca de 30 anos-luz de diâmetro. Sendo muito menos densamente povoados que os aglomerados globulares, eles são muito menos ligados gravitacionalmente e, com o tempo, são rompidos pela gravidade de nuvens moleculares gigantes e de outros aglomerados. Aproximações entre membros do aglomerado também podem resultar na ejeção de estrelas, um processo conhecido como evaporação.
Os mais destacados aglomerados abertos são as Plêiades e Híades, em Taurus. O Aglomerado Duplo de h + Chi Persei também pode se destacar no céu escuro. Os aglomerados abertos são frequentemente dominados por jovens estrelas azuis quentes, porque embora essas estrelas tenham vida curta em termos estelares, durando apenas algumas dezenas de milhões de anos, os aglomerados abertos tendem a se dispersar antes de essas estrelas se extinguirem.

### Superaglomerado estelar
Superaglomerado estelar é uma região muito grande de formação de estrelas, que se acredita ser a precursora de um aglomerado globular.

### Aglomerado embutido
Aglomerados embutidos são aglomerados estelares que estão total ou parcialmente encaixados em poeira ou gás interestelar. O exemplo mais famoso é o aglomerado do Trapézio. A região do núcleo da nuvem de ρ Ophiuchi (L1688) possui um aglomerado embutido.

## Associações estelares

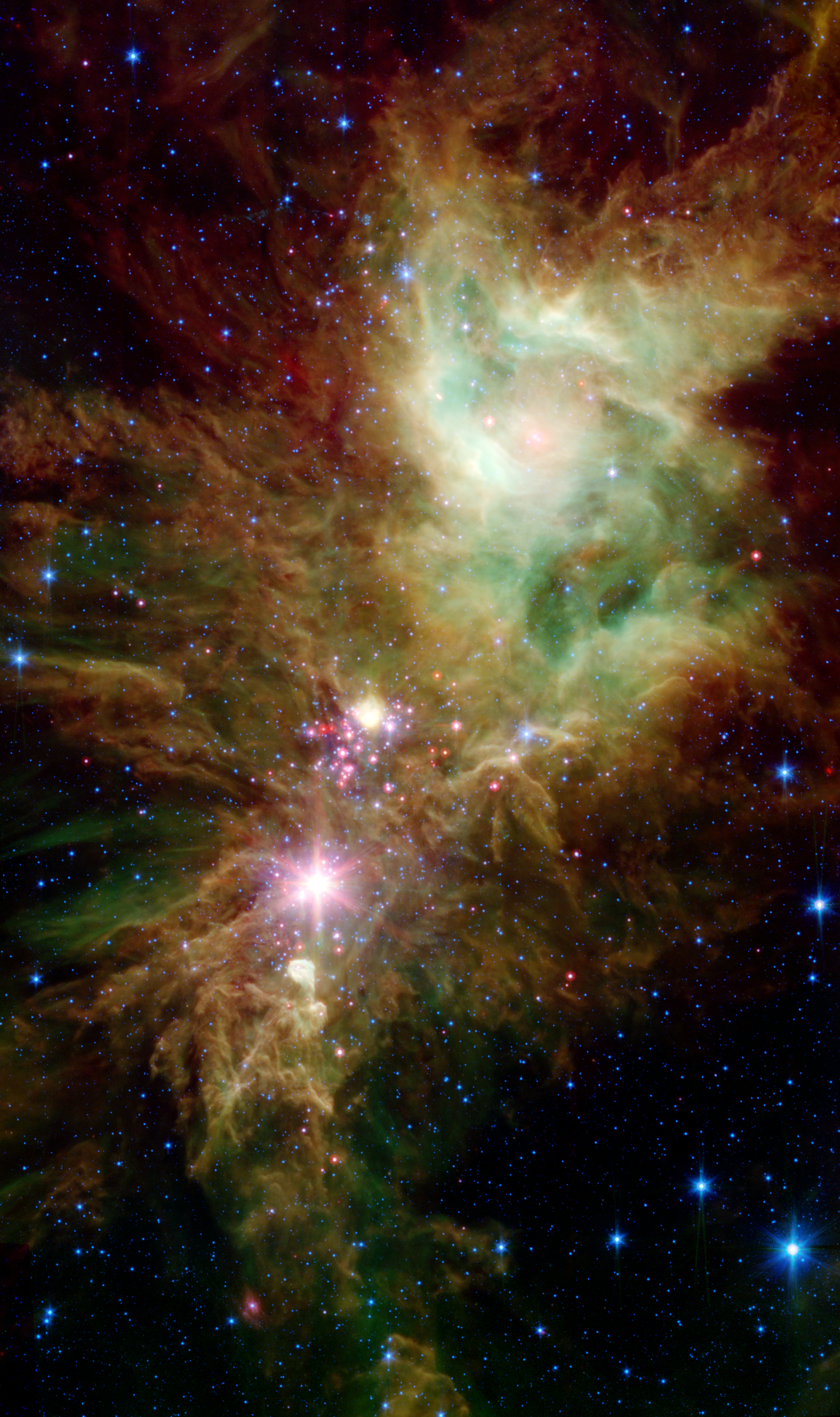
O aglomerado Árvore de Natal vai ao final se romper.

Uma vez que um aglomerado aberto tenha perdido sua ligação gravitacional, as estrelas constituintes continuarão a se mover por caminhos similares pelo espaço. O grupo é então chamado uma associação estelar ou um grupo em movimento. A maioria das estrelas no Grande Carro são membros do que anteriormente era um aglomerado e atualmente é o Grupo em Movimento da Ursa Maior e têm movimentos próprios similares. Outras estrelas, como Alphecca (Alpha Coronae Borealis) e Zeta Trianguli Australis estão relacionadas a este grupo. O Sol se situa no limite desta corrente de estrelas no momento, mas não é um membro, por possuir diferentes órbitas galácticas, idade e composição química.
Outra associação estelar é aquela que circunda Mirfak (Alpha Persei), que se destaca muito com o uso de binóculos. Grupos em movimento distantes não podem ser detectados, pois é preciso que os movimentos próprios das estrelas sejam conhecidos.

## Significado astronômico dos aglomerados
Os aglomerados estelares são importantes em muitas áreas da astronomia. Como as estrelas foram criadas mais ou menos na mesma época, as diferentes propriedades de todas as estrelas de um aglomerado são uma função apenas da massa, e portanto as teorias da evolução estelar baseiam-se na observação de aglomerados abertos e globulares.
Os aglomerados são também um passo crucial na determinação da escala de distâncias do universo. Alguns dos aglomerados estão próximos o suficiente para que suas distâncias possam ser medidas por meio da paralaxe. Um diagrama de Hertzsprung-Russell pode ser traçado para esses aglomerados, com valores absolutos conhecidos para o eixo da luminosidade. Então, quando um diagrama similar é traçado para um aglomerado cuja distância não é conhecida, a posição da sequência principal pode ser comparada com a do primeiro aglomerado e a distância estimada. Este processo é conhecido como coincidência de sequência principal. O avermelhamento e as populações estelares devem ser considerados ao se usar este método.